# Impatiens shirensis
Impatiens shirensis là một loài thực vật có hoa trong họ Bóng nước. Loài này được Baker f. mô tả khoa học đầu tiên năm 1894.